# Uragano Felicia
L'uragano Felicia è stato il terzo più forte ciclone tropicale della stagione degli uragani pacifici 2009 e tra i più forti nel Pacifico orientale dal 2006 (anno dell'uragano Daniel). Si è formato il 3 agosto 2009 come depressione tropicale. È stato identificato con il nome di Eight-E (Otto-E in italiano). La mattina seguente, la depressione è diventata tempesta tropicale, ricevendo il nome di Felicia. La mattina del 4 agosto, la tempesta ha subito una rapida intensificazione diventando un uragano grazie alla scarsa stabilità dell'aria. Nel pomeriggio, il temporale portato dall'uragano si è intensificato molto insieme ai venti portando la tempesta alla categoria 3. Durante le ore serali del giorno stesso, il ciclone si è intensificato ulteriormente arrivando alla categoria 4. Il 6 agosto 2009, alle 00:30 UTC, la tempesta ha raggiunto il suo picco di intensità con venti di 230 km/h e una pressione atmosferica di 935 mbar.

## Storia della tempesta

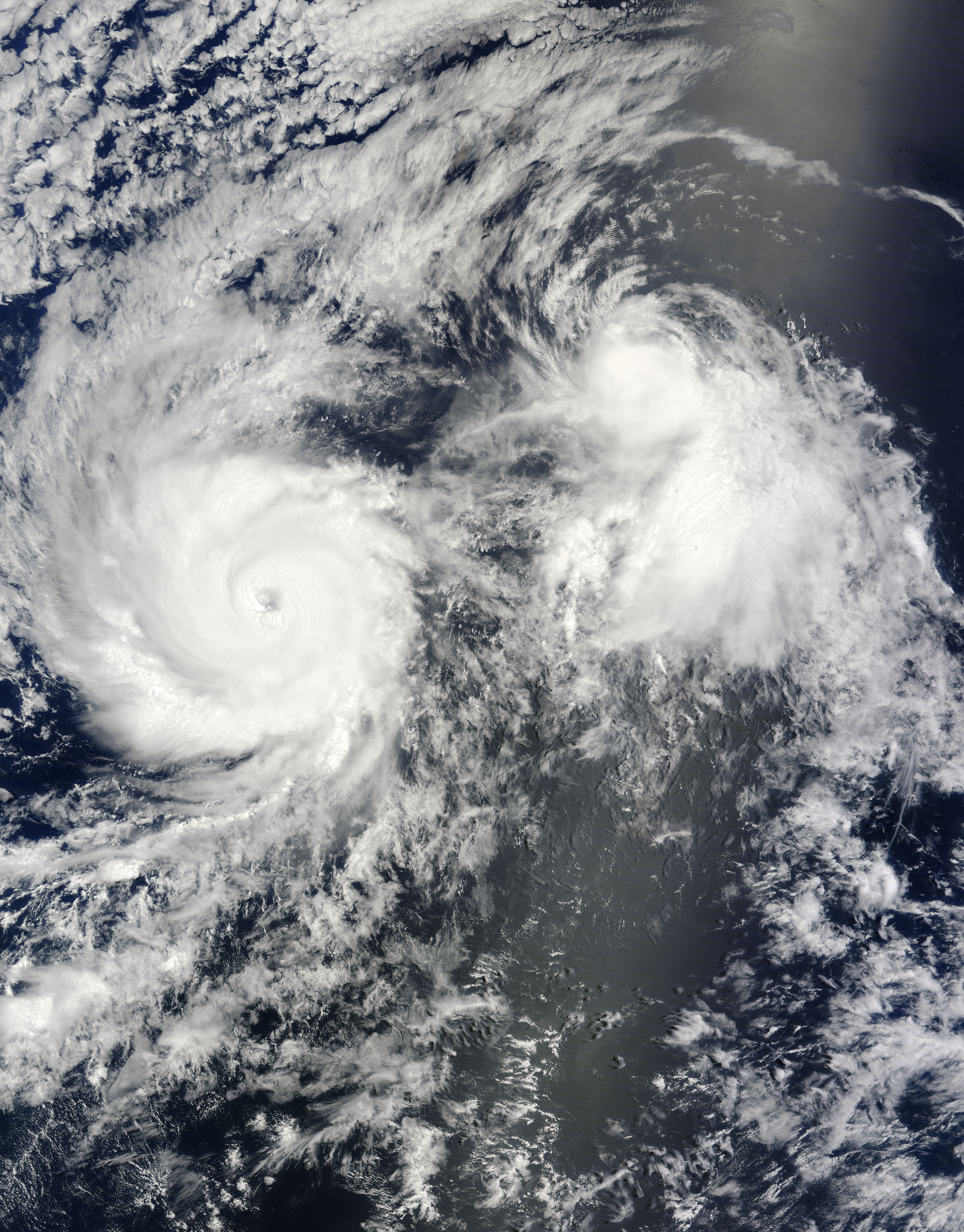
L'uragano Felicia (a sinistra) e la tempesta tropicale Enrique (a destra) durante il loro scontro nella notte tra il 4 e il 5 agosto.

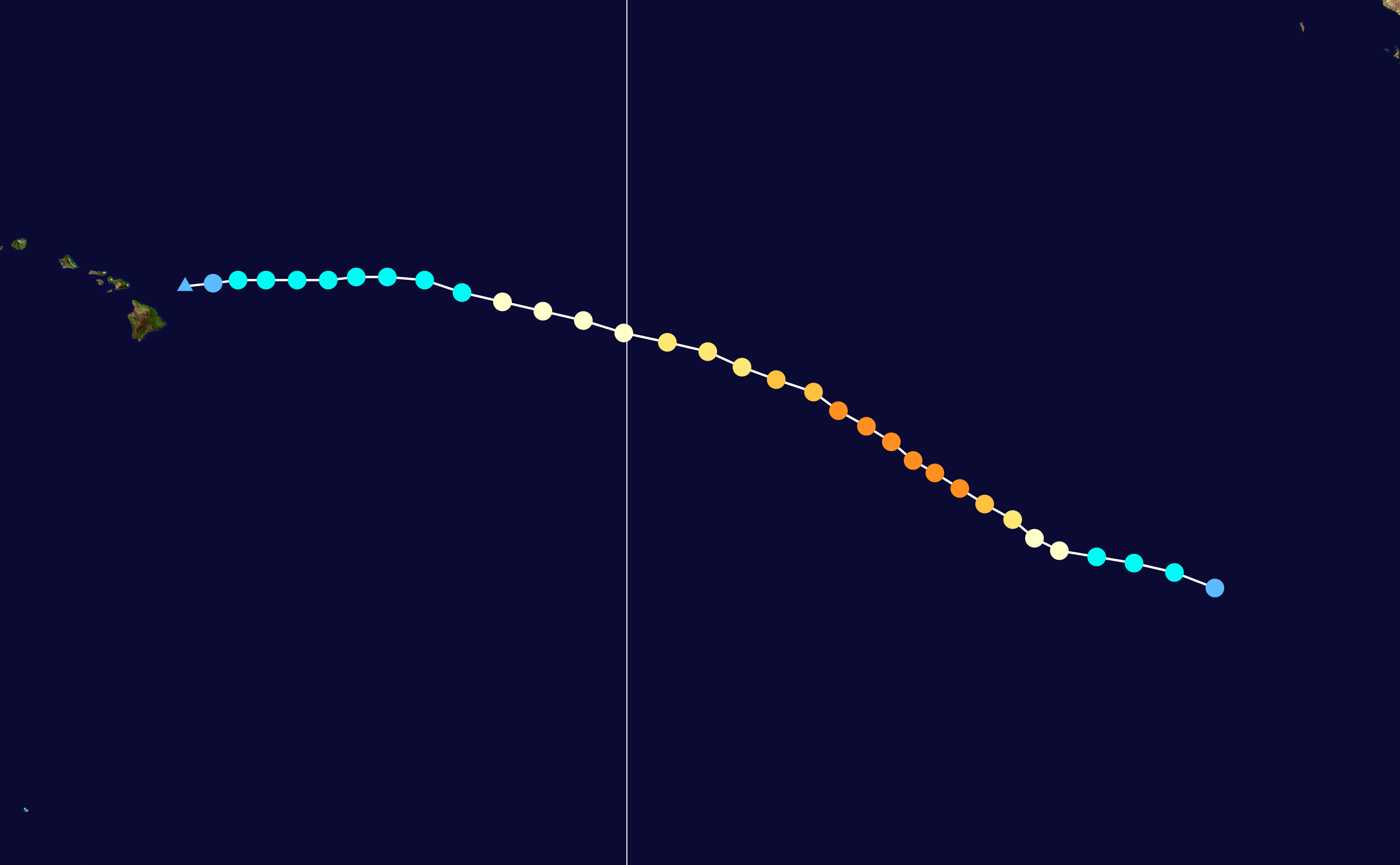
Percorso della tempesta

La sera del 2 agosto, il National Hurricane Center (NHC) ha iniziato a monitorare un'onda tropicale in grado di provocare temporali di notevole intensità a 1 610 km a sud-ovest della Bassa California del Sud. La tempesta è diventata man mano sempre più composta. Il 3 agosto e la stabilità dell'aria giocano un ruolo importante nella formazione dell'uragano: infatti, proprio l'aria instabile fa sì che alle 20:00 PDT (03:00 UTC) l'onda tropicale si trasforma in una depressione tropicale che verrà chiamata Eight-E (Otto-E in italiano).
Nella tarda mattinata del 4 agosto, il National Hurricane Center cambia il nome della depressione. Infatti, proprio in questo giorno la tempesta riceve il nome di Felicia. La tempesta avrà la fortuna di incontrare lungo il suo tragitto due fattori a lei favorevoli per la trasformazione in uragano di categoria 4: il primo è l'elevata temperatura superficiale del mare (presente quasi sempre nella formazione degli uragani) mentre il secondo è l'incontro con la tempesta tropicale Enrique, che rafforzerà debolmente Felicia. Nonostante ciò, senza questi due fattori, Felicia sarebbe restata una semplice tempesta tropicale. Qualche ora più tardi, la tempesta ha cominciato a subire una rapida intensificazione, grazie alla formazione del famoso occhio del ciclone.
Nel primo pomeriggio del 4 agosto, Felicia ottiene lo status di uragano, il terzo della stagione. La tempesta ha continuato a diventare sempre più compatta. Alle 14:00 PDT (21:00 UTC), la velocità del vento era di "soli" 130 km/h. Diverse ore più tardi, la forte instabilità dell'aria porta l'uragano alla categoria 2. L'uragano incontra a questo punto la tempesta tropicale Enrique dopo essersi spostata leggermente verso ovest. Enrique, però, al contrario delle aspettative, non rafforza di molto Felicia.
Dopo il 4 agosto, l'intensità di Felicia tende ad aumentare fino a raggiungere il picco di forza che sfiora la categoria 5. Infatti, la mattina del 5 agosto, la tempesta raggiunge i 180 km/h e la categoria 3. Poche ore più tardi, Felicia arriva alla categoria 4 e continuando a rinforzarsi anche durante le ore serali arrivando anche a venti di 140 mph (220 km/h). Ciò fa meritare alla tempesta il primato di uragano più forte a est della Linea internazionale del cambio di data dal 2006. Alle 17:00 PDT (00:00 UTC) del 6 agosto, l'uragano raggiunge il picco di forza con venti di 145 mph (230 km/h).
Dopo il picco, l'uragano tende ad indebolirsi per tutta la giornata del 6 agosto con venti che non superano i 135 mph (215 km/h). Il giorno successivo, la struttura dell'uragano comincia a deteriorarsi e ad assumere una forma sempre più asimmetrica. Questo ha portato un rapido calo della potenza, facendo scendere l'uragano alla categoria 3. Alcune ore più tardi anche il temporale portato dall'uragano comincia a diminuire d'intensità. A questo punto, la tempesta cambia improvvisamente rotta e si dirige verso le Hawaii. Durante tutta la giornata del 7 agosto, Felicia subisce un rapido ma insignificante rinvigorimento. Tuttavia, l'8 agosto l'uragano scenderà fino alla categoria 1.
Il 9 agosto, il wind shear provoca alcuni danni all'uragano, che così viene declassato definitivamente a depressione tropicale. La tempesta tende ad indebolirsi ulteriormente, a tal punto che comincia a dissiparsi dall'interno. Dalla tarda mattinata, l'attività temporalesca continua solo intorno al centro di bassa pressione della tempesta. Il ciclone oramai è molto debole ma, ciò nonostante, continua la sua strada verso le Hawaii portando con sé una considerevole cellula temporalesca. Il sistema continua ad indebolirsi fino ad essere declassato a depressione tropicale. Nei due giorni successivi, si consumerà nei cieli delle Hawaii.

## Preparativi

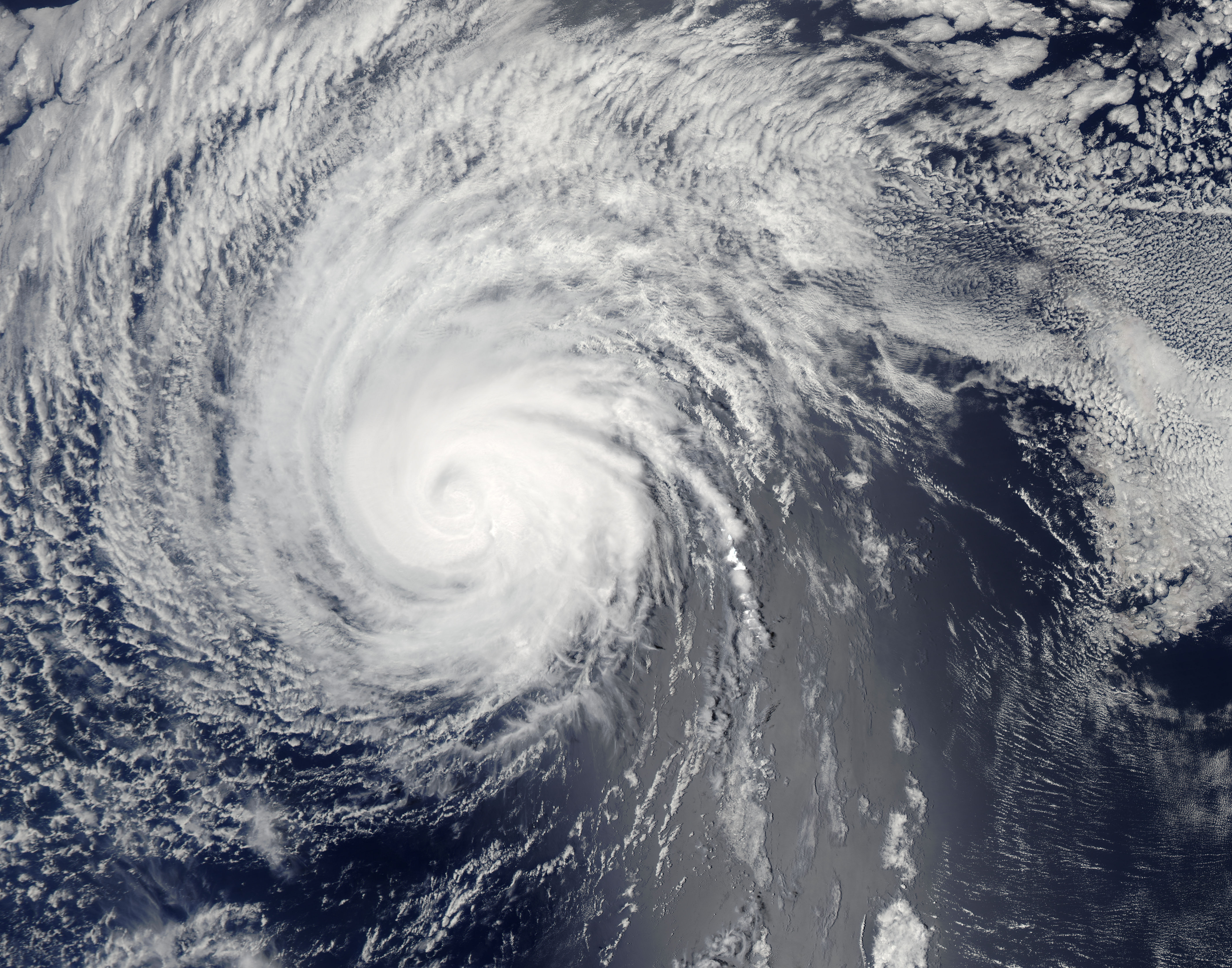
L'uragano Felicia mentre arriva alle Hawaii.

La mattina del 5 agosto, le previsioni cominciarono a parlare di una possibilità che Felicia si dirigesse verso le Hawaii e perciò gli abitanti furono invitati subito a prepararsi al peggio. Il giorno stesso, la governatrice delle Hawaii Linda Lingle fece un discorso riguardante la tempesta. Durante il discorso, sottolineò che la tempesta non era imminente e non sarebbe stata catastrofica, ma sarebbe stato meglio assicurarsi di tutto e prepararsi al probabilissimo arrivo. La previsione di indebolimento di Felicia, portò a una sottovalutazione del problema. Il sindaco della contea di Hawaii fu avvisato di ciò che stava per succedere nei prossimi giorni e ebbe il compito di avvisare i cittadini per l'ennesima volta. I negozi segnalarono un afflusso record di clienti per comprare il kit di protezione contro la tempesta e i prezzi si abbassarono notevolmente.

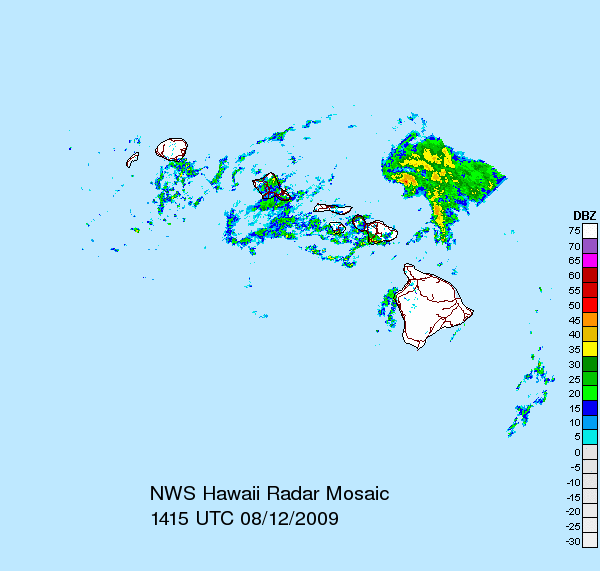
Il numero totale delle precipitazione che portò Felicia alle Hawaii nei due giorni successivi al 9 agosto.